# شالینی پاندی
شالینی پاندی (به انگلیسی: Shalini Pandey) (زاده ۲۳ سپتامبر ۱۹۹۳) بازیگر هندی است.
از کارهای معروف او می‌توان به بازی در فیلم آرجون ردی، بازیگر بزرگ، جایشبهای جوردار و سکوت اشاره کرد.